# Theda Bara
Theodosia Burr Goodman (Cincinnati, Ohio, 29 de juliol de 1885 - Los Angeles, Califòrnia, 7 d'abril de 1955) va ser una actriu estatunidenca de cinema mut.

## Biografia
Theodosia Burr Goodman va nàixer al si d'una família d'immigrants de classe mitjana-baixa que vivien al barri jueu d'Avondale, a Cincinnati. El pare, Bernard Goodman (1853-?), era un comerciant jueu procedent de Polònia, i sa mare, Pauline DeCoppett (1861-?), era suïssa. Tenia dues germanes (una d'elles, Lori, en realitat anomenada Esther, va arribar a fer petits guions per a algunes pel·lícules).
Des de jove, Theo va mostrar una gran inclinació a les arts escèniques, fins al punt que, després d'acabar els seus estudis va decidir buscar treball en el món de l'espectacle després de tenyir-se el cabell, originàriament ros, de negre. No va tenir massa èxit al principi, passant els primers anys fent petites obres de teatre amb companyies ambulants. Una vegada a Los Angeles, en 1914, va començar a treballar com a extra en el cinema (la primera pel·lícula va ser The Stain, estrenada en 1915) fins que va arribar la seua gran oportunitat.
Aquesta portava el nom de A Fool There Was i estava dirigida per Frank Powell. Tot i que Theda ja era considerada com a massa vella per a protagonitzar un paper (tenia trenta anys, en una època en què no es concebia una protagonista major de vint-i-cinc), la seua especial personalitat va fer que els productors es fixessin en ella i la "crearen": Theo va esdevenir la primera estrella prefabricada per uns estudis cinematogràfics, que van explotar la seua imatge de vamp i li van canviar el nom a Theda Bara, anagrama d'Arab Death (mort àrab). Per al gran públic, Theda havia nascut l'any 1890 filla d'una concubina egípcia i el seu amant, un artista francès, en ple Sàhara, i fins i tot coneixia misteriosos rituals màgics orientals. Va ser tot un èxit.
1915 va donar lloc a sis pel·lícules més protagonitzades per Theda, culminant amb una de les seues obres més famoses, Carmen. Però, sens dubte, la pel·lícula que la catapultaria a la fama absoluta va ser Cleopatra de J. Gordon Edward, l'any 1917, una de les primeres adaptacions de la vida de la reina d'Egipte.
El 1919, després de finalitzar el rodatge de The Lure of Ambition, Theda va ser acomiadada per la productora que l'havia creat, la Fox. La moda de les vamps havia finalitzat per a donar pas a les alegres flappers. Dos anys després, el 1921, i després del seu matrimoni amb Charles Brabin, Theda es va retirar, tot i que va participar en els rodatges de The Unchastened Woman el 1925 i Madame Mystery de 1926, posant llavors el punt final definitiu a la seua carrera. El seu retir definitiu es va fer efectiu quan, en la dècada del 1930, van fracassar tots els seus intents per a tornar al teatre i, en la del 1950, el de crear un biopic amb la seua vida. La raó del seu retir va ser que Brabin no desitjava que ella actuara; en efecte, totes les seues col·laboracions en pel·lícules des del seu matrimoni les va fer sense el consentiment del seu espòs, mentre aquest es trobava en l'estranger.
A l'edat de 69 anys, Theodosia va morir en un hospital de Los Angeles a causa d'un càncer abdominal.

## Filmografia
- The Stain (1914)
- Siren of Hell (1915)
- A Fool There Was (1915)
- The Kreutzer Sonata (1915)
- The Clemenceau Case (1915)
- The Devil's Daughter (1915)
- The Two Orphans (1915)
- Lady Audley's Secret (1915)
- Carmen (1915)
- Sin (1915)
- The Galley Slave (1915)
- Destruction (1915)
- The Serpent (1916)
- Gold and the Woman (1916)
- The Eternal Sappho (1916)
- East Lynne (1916)
- Under Two Flags (1916)
- Her Double Life (1916)
- The Vixen (1916)
- Romeo and Juliet (1916)

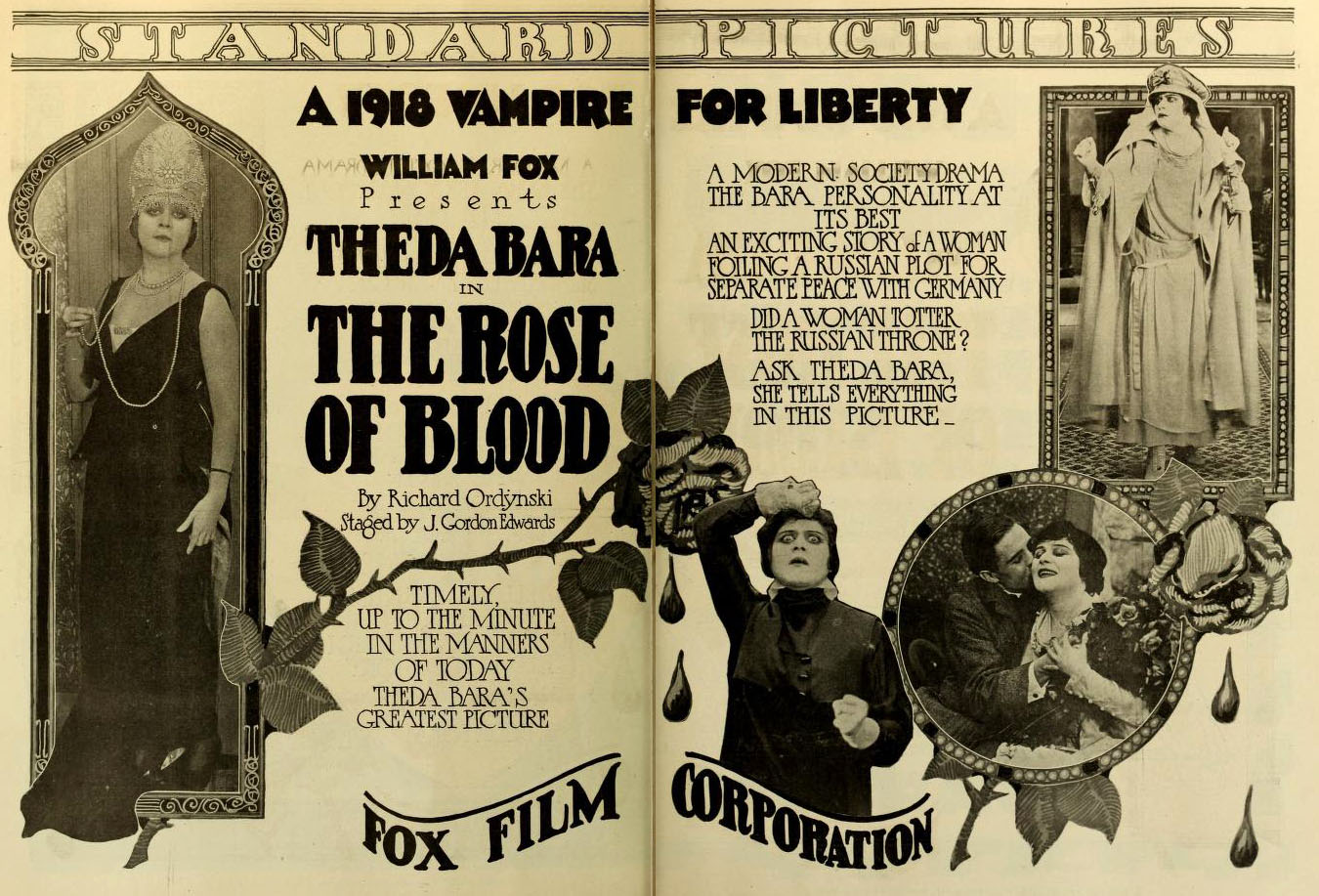
The Rose of Blood (1917)
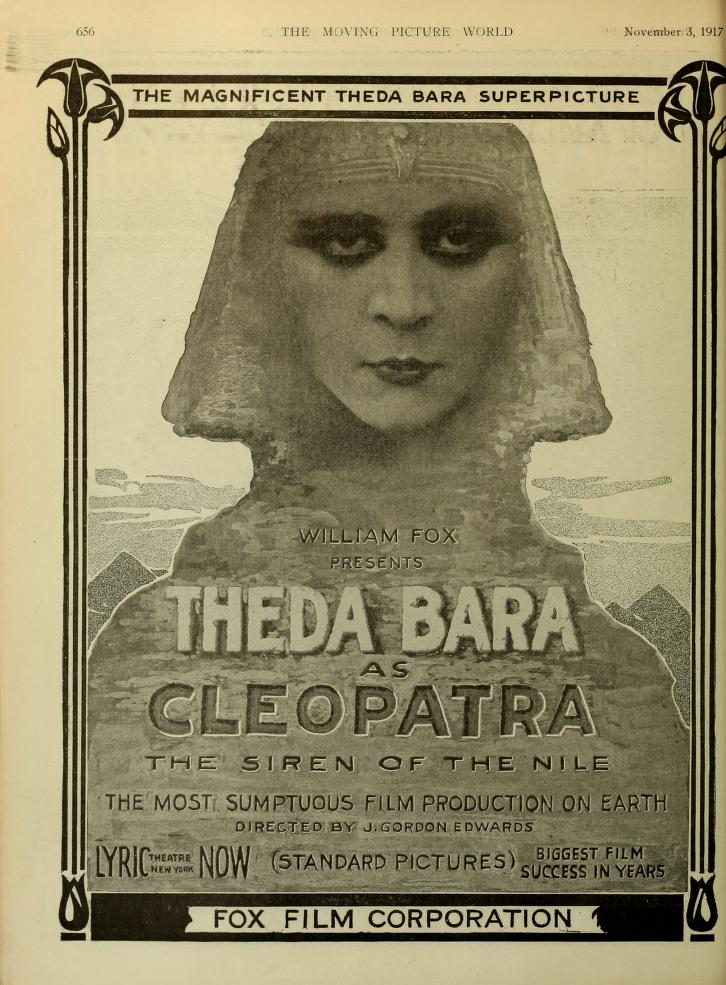
The Darling of Paris (1917)
- The Tiger Woman (1917)
- Her Greatest Love (1917)
- Heart and Soul (1917)
- Camille (1917)
- Cleopatra (1917)
- Madame Du Barry (1917)
- When a Woman Sins (1918)
- Under the Yoke (1918)
- The She Devil (1918)
- The Forbidden Path (1918)
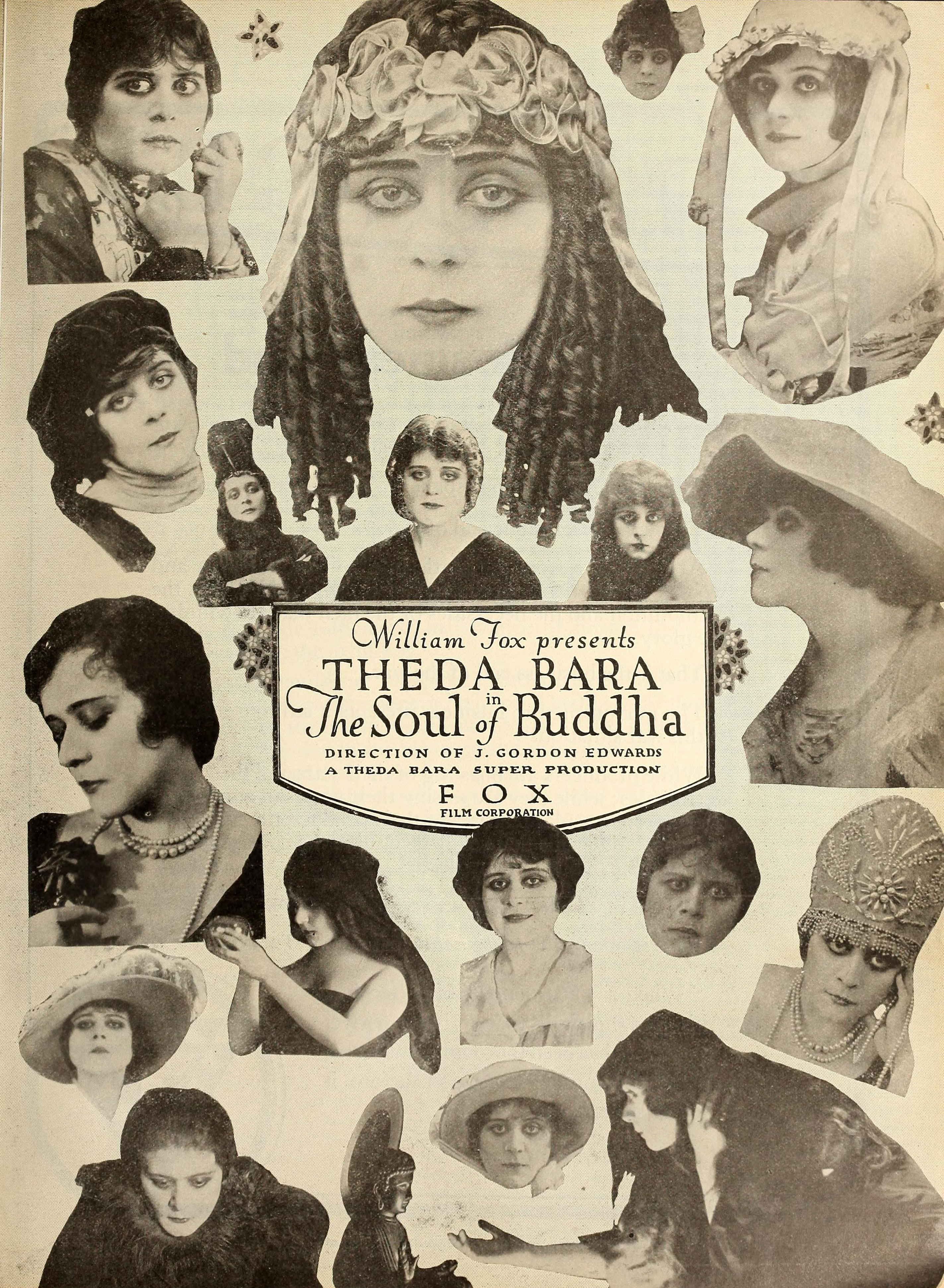
The Soul of Buddha (1918)
- Salome (1918)
- The Lure of Ambition (1919)
- The Siren's Song (1919)
- The Light (1919)
- When Men Desire (1919)
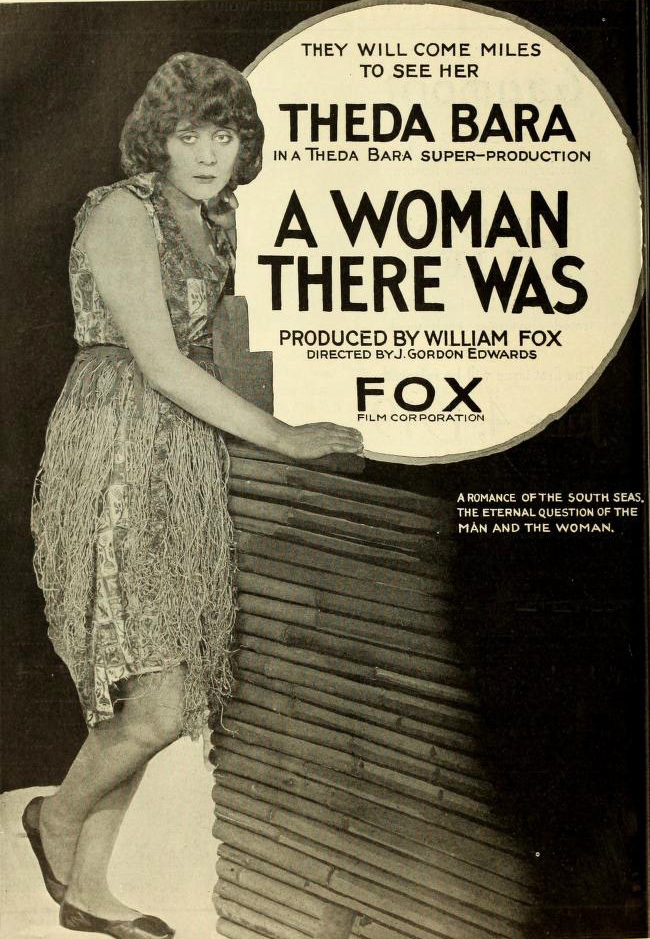
A Woman There Was (1919)
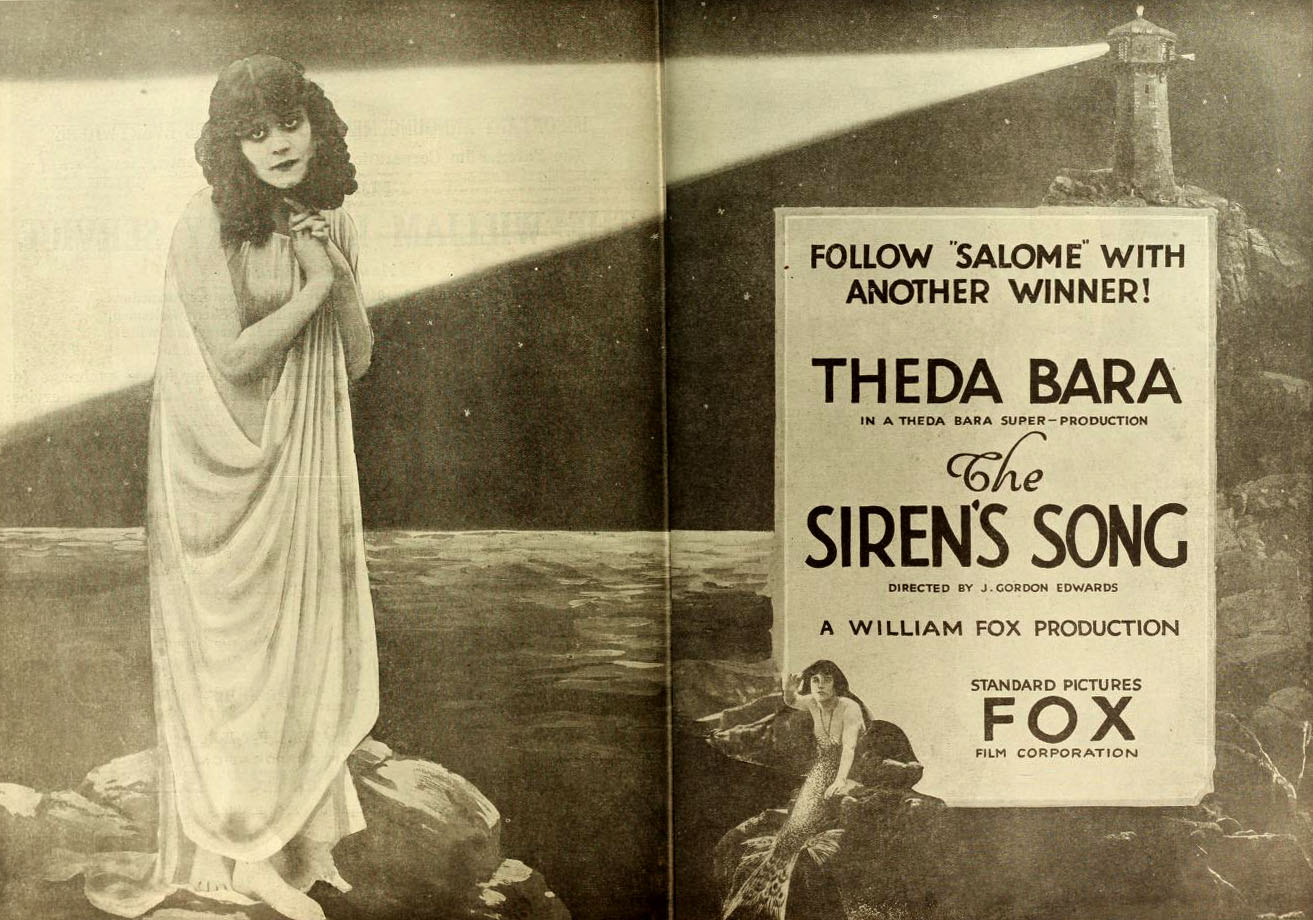
The Siren's song (1919)

- Kathleen Mavourneen (1919)
- La Belle Russe (1919)
- The Unchastened Woman (1925)
- Madame Mystery (1926)
- 45 Minutes from Hollywood (1926)

- The Rose of Blood (1917)
- Cleopatra (1917)
- The Soul of Buddha (1918)
- A Woman There Was (1919)
- The Siren's song (1919)

## Curiositats
- La famosa i molt cinematogràfica frase de Besa'm, ximplet va ser usada per primera vegada en la història del cinema per Theda Bara.
- Malgrat que casualment Theda Bara és un anagrama per a Arab Death (mort àrab), en realitat Theda és un diminutiu de Theodosia i Bara era el segon nom de la seua àvia materna.
- En contra de la imatge de vamp que tenia en les seues pel·lícules, Theodosia era en realitat una dona molt tímida i tranquil·la en la vida privada.

## Llibres sobre Theda Bara
- Vamp: The Rise and Fall of Theda Bara Eve Golden, Vestal Press 1997.
- Theda Bara: A Biography of the Silent Screen Vamp, With a Filmography Ronald Genini, McFarland & Company 2001.